# Сто днів реформ в Китаї
Сто днів реформ у Китаї (червень-вересень)  1898 року або Реформи року у-сюй — етап в історії Цінської імперії, коли імператор спробував реформувати державу своїми указами, але ця політика через протистояння консерваторів та імператриці Цисі зазнала цілковитої поразки; більшість реформ, прийнятих під час «Ста днів», були скасовані.

## Передісторія
Айсіньгеро Цзайтянь, котрий правив під ім’ям «Гуансюй», прийшов на престол у 1875 році, коли йому було 4 роки, і тому замість нього правила тітка Цисі. В 1889 році молодий імператор досяг повноліття і формально приступив до правління, але реальна влада як і раніше залишалася в руках Цисі. Однак, бачивши ситуацію навкруги, він розумів, що державі потрібне глибоке оновлення, на яке Цисі ніколи не піде і тому він почав шукати зближення з реформаторами. 
В 1890-х роках при дворі було два великих угрупування, які мали ворожі наміри одне до одного.  Перше складали прибічники Цисі і орієнтувалися на вихідців із північних провінцій Китаю; її члени були противниками реформ і в зовнішній політиці розраховували на Російську імперію. Друге угрупування  навпаки мало підтримку серед еліти Південного Китаю і погоджувалося з необхідністю проведення оновлення країни та орієнтувалося на Велику Британію та Японську імперію.

## Причини та передумови
Тайпінське повстання і "опіумні" війни потрясли Цинський Китай. При цьому в державному ладі не відбулося істотних змін, за винятком деяких перетворень в структурі державних органів.
Знаменною подією стало заснування в 1861 році після третьої "опіумної" війни державного органу, який мав відати закордонними справами, під назвою Головна канцелярія. Головні чиновники канцелярії працювали в ній за сумісництвом, були, як правило, некомпетентні, що ускладнювало переговори з ними представників іноземних держав. І все ж поява в державній структурі спеціального органу із закордонних справ стало певною віхою, що означала кінець багатовіковій ізоляції країни. У 1885 році з'явилося ще одне центральне відомство - адміралтейство (канцелярія по військово-морським справам). Організації його передувало знищення китайського флоту під час франко-китайської війни 1884 - 1885 років, яка закінчилася підписанням ще одного нерівноправного договору і захопленням французами Аннама. Однак кошти, асигновані на будівництво флоту, пішли в основному на будівництво літнього імператорського палацу під Пекіном, туди ж були направлені і люди, що призначалися для служби на флоті. Китай як і раніше залишався беззбройним перед лицем іноземної агресії.
Після придушення повстання тайпінів була скасована система двох губернаторів в провінціях (військового і цивільного) і місцева влада зосередилася в одних руках. У структурі провінційного управління закріпилися комітети, які виникли в останній період боротьби з тайпінським рухом. Вони слугували у відновленні порядку і складалися з головних провінційних чиновників, а саме: скарбника, судового чиновника, соляного контролера і зернового інтенданта. Намісники отримали право страчувати без попередньої санкції зверху осіб, викритих в приналежності до таємних товариств, у яких метою було повалення існуючого ладу, і "відкритих бунтівників і розбійників".
Разом з тим маньчжури, зберігши пануюче положення, були змушені надати китайським феодалам більше число державних посад. Характерною особливістю формування державного апарату тих часів є розширення відкритого продажу посад, посилення свавілля чиновників.
Різко посилилася експансія іноземного капіталу в Китай, що призвело до захоплення ним найважливіших позицій в економіці та до виникнення порівняно сильного і швидкорозвиваючогося іноземного сектора в економіці. Країна перетворювалася на напівколонію західних держав.
У 60-80-х роках XIX століття виникають перші китайські капіталістичні підприємства. Спочатку це казенні або казенно-приватні заводи, арсенали і майстерні, а потім приватні підприємства, що діяли також під контролем держави. Провідною силою формування національної буржуазії стали великі чиновники і поміщики. Раніше національної утворилася в Китаї компрадорська (посередницька) буржуазія, що виступала як сила, яка прагне зберегти антинародний і антинаціональний маньчжурський режим. Вторгнення в країну іноземного капіталу покінчило з відносною замкнутістю китайського села, залучило сільське господарство Китаю до світового ринку.
Зростання національного капіталізму, розширення економічних зв'язків в країні, виникнення великих економічних і культурних центрів створили умови для утворення китайської нації, розвитку національної самосвідомості.
Поразка Китаю у війні з Японією (1895 р.) і особливо імперіалістичний розділ країни активізували діяльність патріотичних сил.

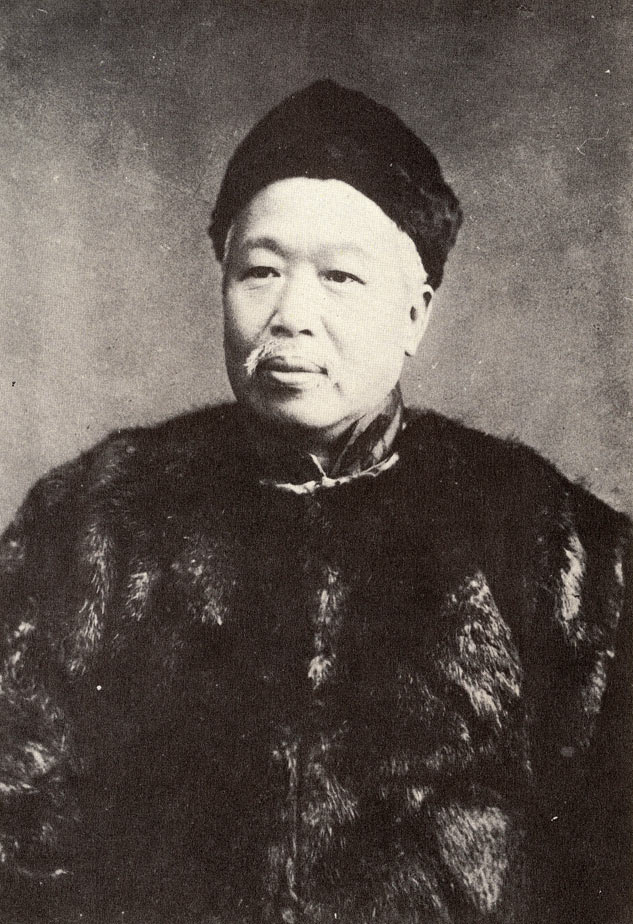
Кан Ювей

Наприкінці XIX століття великий вплив на її суспільне життя зробила група інтелігентів на чолі з публіцистом і філософом Кан Ювеем, представляла інтереси національної буржуазії і обуржуазнених поміщиків. Ця група виступала за модернізацію країни, за проведення реформ за допомогою імператорської влади.

## Хід подій
11 червня 1898 року (23 числа 4-го місяця по старому літочисленню) Цзай Тянь опублікував едикт «Про плани держави», продемонструвавши тим самим свою рішучість здійснити реформи. Він надав аудієнцію Кан Ювею, з яким детально обговорював послідовність реформ. Кан Ювей дістав доступ до політичної влади, а консерватори, у свою чергу, почали готуватися до перевороту. На четвертий день після публікації імператорського едикту «Про плани держави» Цисі примусила Цзай Тяня віддати укази про кадрові зміни в уряді і армії на свою користь.
Це була підготовка старої і нової угрупувань до рішучої сутички: реформатори одержали право складати проекти і видавати укази, а у консерваторів була реальна військово-політична влада — вони тримали мечі напоготові.
З 11 червня 1898 року по 21 вересня, тобто протягом 103 днів, реформатори здійснювали свої перші мрії про «викорінювання старого і розповсюдження нового», видавши декілька десятків указів про реформи.

### УКАЗИ ПРО «ВИКОРІНЮВАННЯ СТАРОГО»
1) Відміна старої системи іспитів — «багу», зміна тематики екзаменаційних робіт. Всім ученим старого складу ця реформа була ненависна до межі. 2) Повсюдне перетворення старих шкіл («шуюань» і «цымяо») в нові навчальні заклади. Керівниками шкіл «шуюань» були переважно місцеві впливові шеньши, а школи «цімяо» знаходилися в руках тухао і шеньши. До того ж вони користувалися підтримкою відсталих верств населення. Ця реформа викликала ще більший гнів, ніж указ про «строге розпорядження місцевим властям охороняти місіонерів і китайців-християн». 
3) Скорочення чисельності «знаменних військ». Майже перед мільйоном солдатів і офіцерів постала загроза виявитися без роботи. 
4) Зменшення кількості державних установ і скорочення зайвих урядовців. Чиновництво, що склалося, було роздратоване цим указом і відкрито чинило опір йому. 
5) Розпорядження маньчжурам самим займатися корисною діяльністю. Маньчжури, звиклі протягом цілих 250 років до паразитичного способу життя, несподівано втрачали свої привілеї і виявлялися на межі загибелі.
«Викорінювання старого», здійснюване реформаторами на папері, викликало запеклий опір різних старих сил. Цзай Тянь опинився в ще більшій самотності, а положення Цисі ще більш зміцнилося.

### УКАЗИ ПРО «РОЗПОВСЮДЖЕННЯ НОВОГО»
1) Створення навчальних закладів. В першу чергу готувалося створення «Пекінського університету». 
2) Установа «китайського банку», Управління гірської справи і залізниць. Управління сільського господарства, промисловості і торгівлі. Заохочення різних видів господарської діяльності аж до дозволу приватним особам будувати збройові заводи. 
3) Заохочення нових творів літератури, нових винаходів. 
4) Установа «Бюро перекладів» для видання перевідної літератури; звільнення всіх газет від податків. 
5) Дозвіл вільної організації видавництв і наукових товариств. 
6) Складання державного бюджету, щомісячна публікація доходів і витрат. 
7) Розширення права звернення до імператора — як чиновництво, так і народ могли посилати листи з пропозиціями, а державним урядовцям строго заборонялося чинити перешкоди цим листам. 
8) Створення «Сільськогосподарських товариств» (органів, що займаються вивченням питань сільського господарства) і «Торгових товариств» (торгових компаній).
Найбільшим успіхом реформи було те що протягом короткого терміну народу були дані порівняно повні демократичні свободи. Якби цей успіх був розвинутий то сили консерваторів можна б було зламати. Але консерватори не дали реформаторам виграти час. На півдні провінції Хунань натовп розігнав товариство «Наньсюехуей», побили редактора газети «Сянбао» і намагалася розгромити «Нове училище». 

### Переворот
Стався 21 вересня 1898 року (року земляної собаки — Усю). В ході перевороту група консерваторів на чолі з колишньою імператрицею-регентом Цисі усунули від влади правлячого імператора Цзайтяня, голову партії реформаторів.
Це було генеральне зіткнення старої і нової партій нові сили не встигли розвернутися і були жорстоко розгромлені.
Цисі почала розміщення військ. Було вирішено, що коли в кінці жовтня імператор і імператриця разом прибудуть в Тяньцзінь приймати парад військ, буде вчинений переворот. Обстановка надзвичайно загострилася. Кан Ювей ще раніше послав свого довіреного Сюй Женьлу позондувати щодо думки Юань Шикая, який командував найбоєздатнішою частиною армії, але вже був на боці противників реформ.

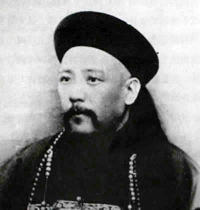
Юань Шикай

Останній виразив згоду підтримати імператора. Кан Ювей і Тань Ситун, повіривши цьому, рекомендували Юань Шикая Цзай Тяню, який був готовий дати йому посаду начальника штабу з тим, щоб він підтримав проведення нового курсу. Через декілька днів положення стало ще більш напруженим. Цзай Тянь таємно передав Кан Ювею: «Моє положення нестійке. Якщо у вас є який-небудь хороший план дій, то слід негайно подумати про його здійснення». Кан Ювей, Тань Ситун і інші вирішили викликати Юань Шикая в столицю. 16 вересня Цзай Тянь прийняв Юань Шикая, провів його в заступники міністра і наказав спеціально зайнятися підготовкою військ. Наступного дня Юань Шикай знов був прийнятий імператором. 18 вересня Тань Ситун таємно відвідав Юань Шикая і просив його під час параду, не піддаючи небезпеці життя Цзай Тяня, убити членів партії імператриці і таким чином повернути владу імператору. Юань Шикай згодився. 20 вересня Юань Шикай, відвідавши перед від'їздом імператора, повернувся в Тяньцзінь, де все розкрив представникам партії імператриці. Пізно вночі Цисі арештувала Цзай Тяня і, заявивши, що імператор неодноразово і дуже старанно просив здійснити принцип «політичної опіки над ним», з 21 вересня стала самостійно вершити справами держави.

## Наслідки
Сто днів реформ закінчилися. Кривава зрада Юань Шикая забезпечила йому довір'я консерваторів. З цих пір він став дуже значною фігурою на політичній арені.
Кан Ювей і Лян Цичао, яким вдалося бігти, спираючись на допомогу Англії і Японії, зуміли врятуватися, але справа їх виявилася програною. Сто днів реформ не дали результату, породили могутню у відповідь хвилю репресій, що викликали співчутливу підтримку з боку мас китайського населення. Китай побачив в спробі реформ підступи іноземців. Після страти групи реформаторів в Пекіні почалися відкриті антиіноземні виступи, для придушення яких були викликані війська охорони.